# Rackham (Verlag)
Rackham ist ein französischer Verlag für Comics und Graphic Novels.
Der Verlag wurde 1989 von Alain David und Michel Lablanquie in Paris gegründet. Zunächst wurden Grafiken, Poster und kleinformatige Graphic Novels in nur kleinen Auflagen veröffentlicht. Mit dem Boom von amerikanischen Star-Autoren wie Frank Miller (Sin City, 300) wurde der Verlag präsenter.
Mit der Ankunft des Verlegers Latino Imparato 1999 kamen mehr amerikanische, spanische und skandinavische Werke ins Programm.

## Veröffentlichte Künstler (Auswahl)
- Frank Miller
- Joe Sacco
- Peter Bagge
- Lewis Trondheim
- Arthur Qwak
- Paco Roca
- Alberto Breccia
- Ben Katchor
- Liv Strömquist
- Tony Millionaire
- Daniel Clowes
- Riff Reb’s